# غار (فیلم)
غار (به انگلیسی: The Cave) فیلمی است در گونه مستند به کارگردانی فراس فیاض که در سال ۲۰۱۹ منتشر شده‌است. فیلم قطعه‌ای است همراه فیلم قبلی او آخرین مردان حلب و دربارهٔ زن پزشکی است که در یک بیمارستان در غاری در غوطه سوریه در حال کار است درحالی‌که جنگ داخلی سوریه در جریان است. این فیلم در نود و دومین دوره جوایز اسکار نامزد جایزه اسکار بهترین فیلم مستند شده‌است.